# Fiat Siena
El Fiat Siena es un automóvil del segmento B producido por el fabricante italiano Fiat desde 1996 hasta 2017. Es la versión Sedán del Fiat Palio, que se creó para países en vías de desarrollo. Se comercializó por primera vez en Sudamérica y posteriormente se lanzó en otros países del mundo. Más tarde, en 2002, salió al mercado un coche similar en Europa, el Fiat Albea. Sustituyó al Siena en el mercado europeo, por ejemplo en Polonia.
En 2012, Fiat sacó la segunda generación del Siena, llamado Fiat Grand Siena.
El Siena fue una de las berlinas más aclamadas de Brasil, con más de 800.000 unidades vendidas a lo largo de sus 14 años de presencia. En Italia no llegó a comercializarse, su predecesor fue el Fiat Duna.

## Primera generación (178; 1996-2016)

### De 1996 a 2000

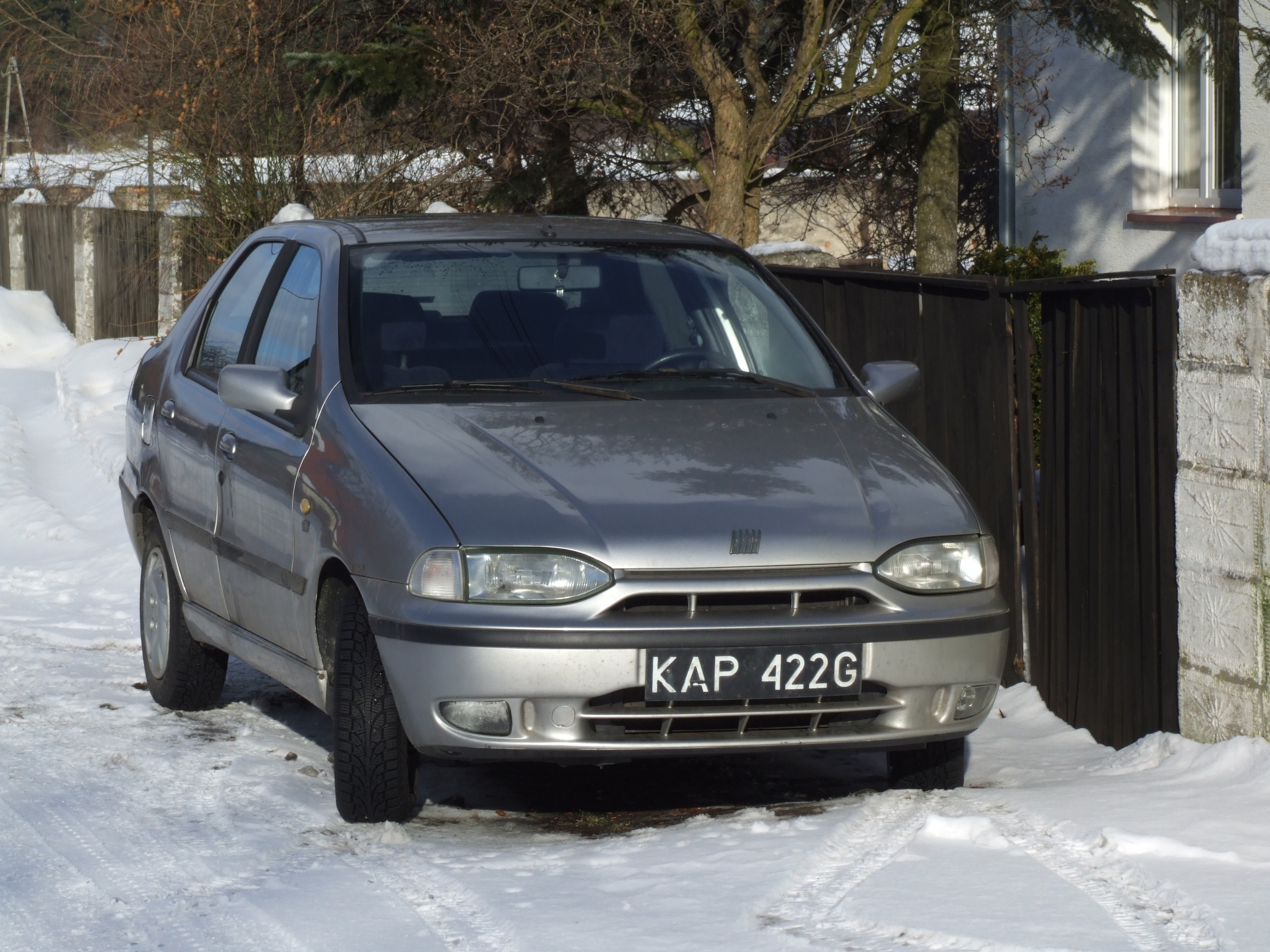
Fiat Siena EL 16V
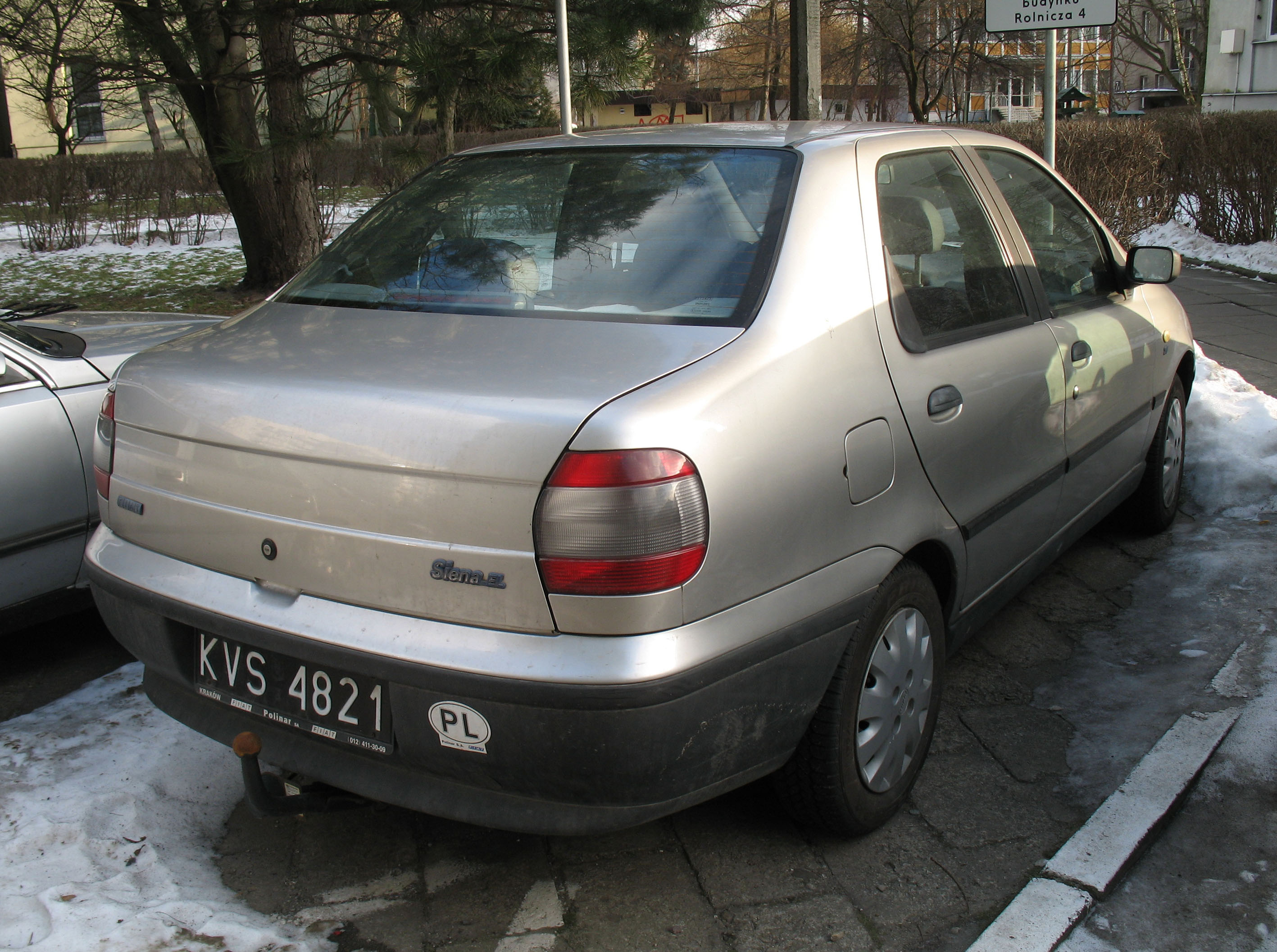
Fiat Siena EL

Salió a la venta en 1996, en Brasil, como la versión sedán del Fiat Palio, bajo el nombre en clave de "Proyecto 178", el Siena se hizo partiendo de un modelo compacto para los países en desarrollo. Fue creado con Fiasa y montaba motores de combustión de gasolina de 1.0 L y 1.6 L.

### De 2001 a 2006

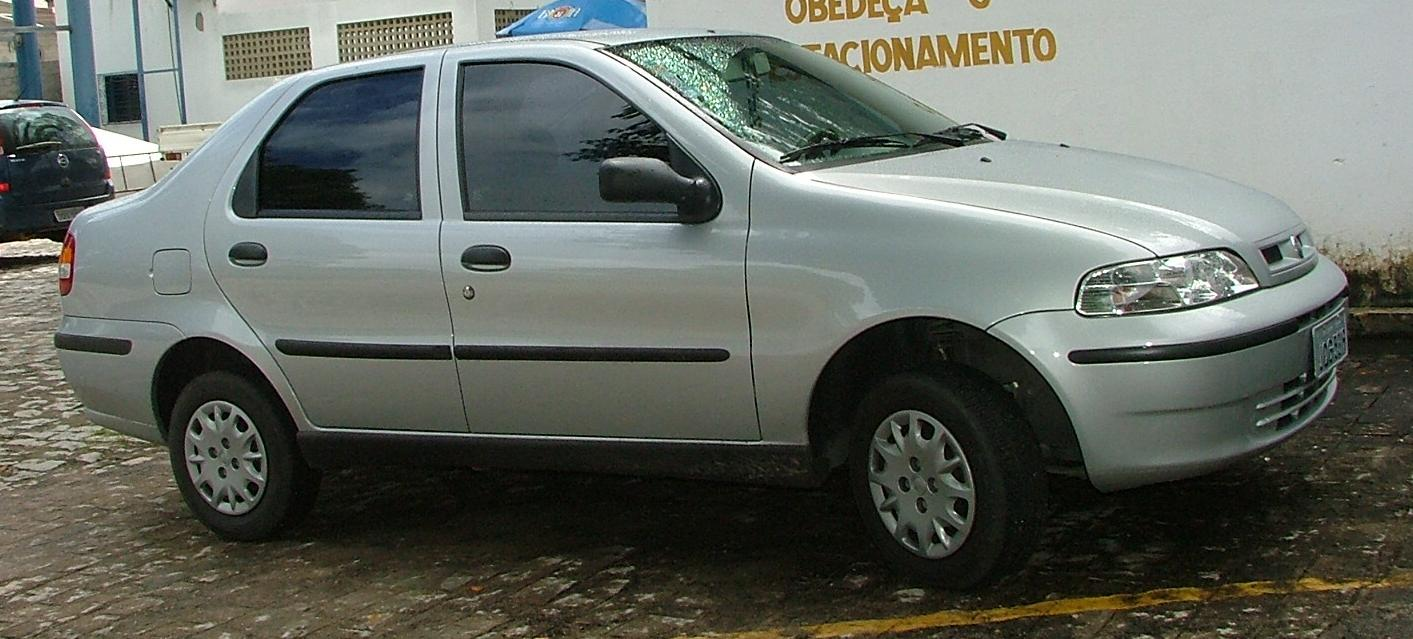
2001 Fiat Siena
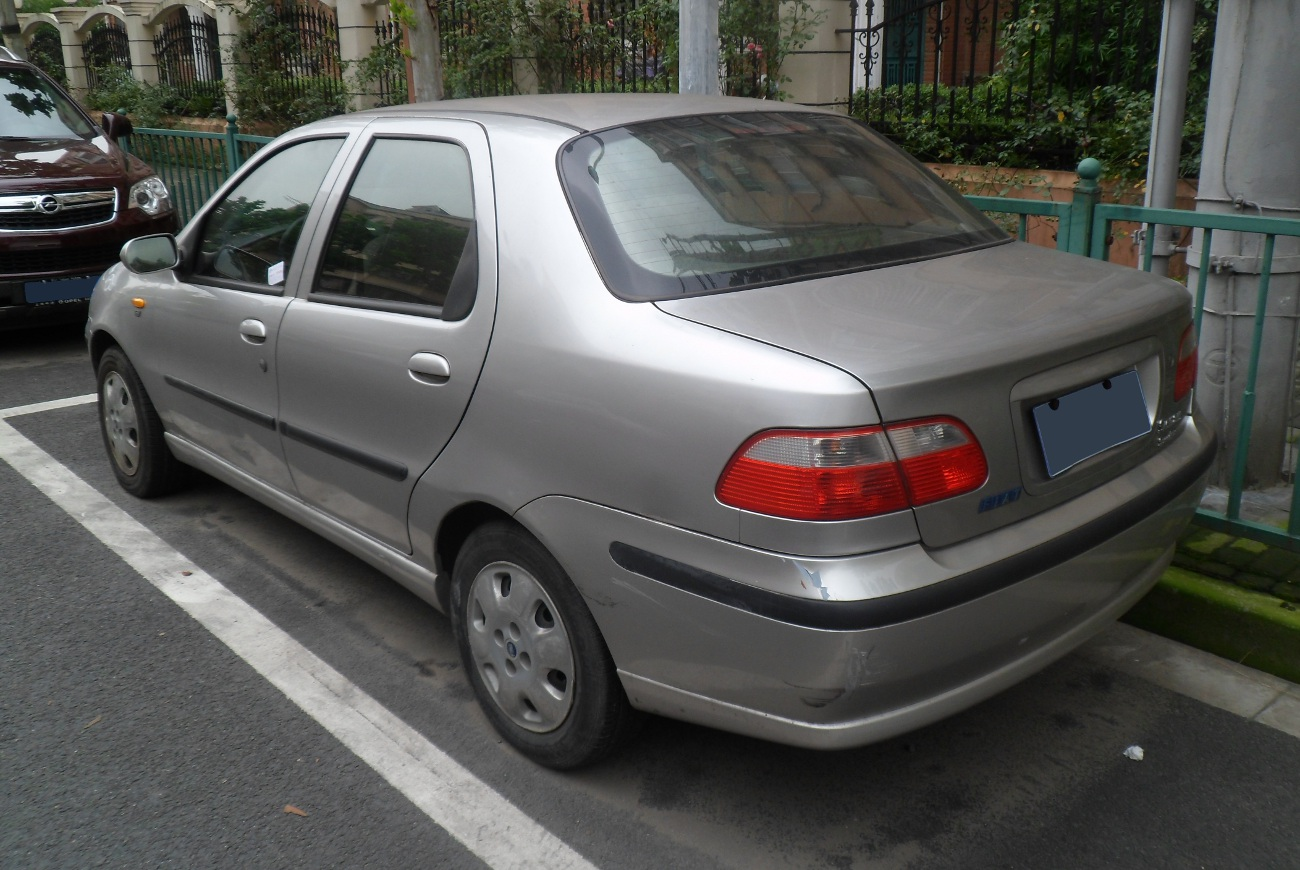
2001 Fiat Albea

En 2001, el modelo tuvo su primer lavado de cara. El diseñador italiano Giorgetto Giugiaro se encargó de llevar a cabo la nueva versión. Esta incluía un diseño frontal y trasero nuevos, así como un interior más moderno. Además se introdujeron nuevos motores, como el 16 válvulas de 1.0 L y 70 CV y el 1.2 L de 82 CV. En Turquía y China además se incluyó una caja de cambios semiautomática de Speedgear. Fiat quiso cambiar el nombre del vehículo a Fiat Palio Sedán, ya que no se mostraba el mismo interés por el sobrenombre Siena y su mayor competidor (Chevrolet Prisma) le aplastaba en ventas. Esta idea se descartó más adelante, dejando al Siena como el único modelo de la familia del Palio que no fue aceptado por la comunidad. Más tarde Fiat volvió a prestar atención a este modelo, haciendo un rediseño total de la parte trasera.

### De 2004 a 2012

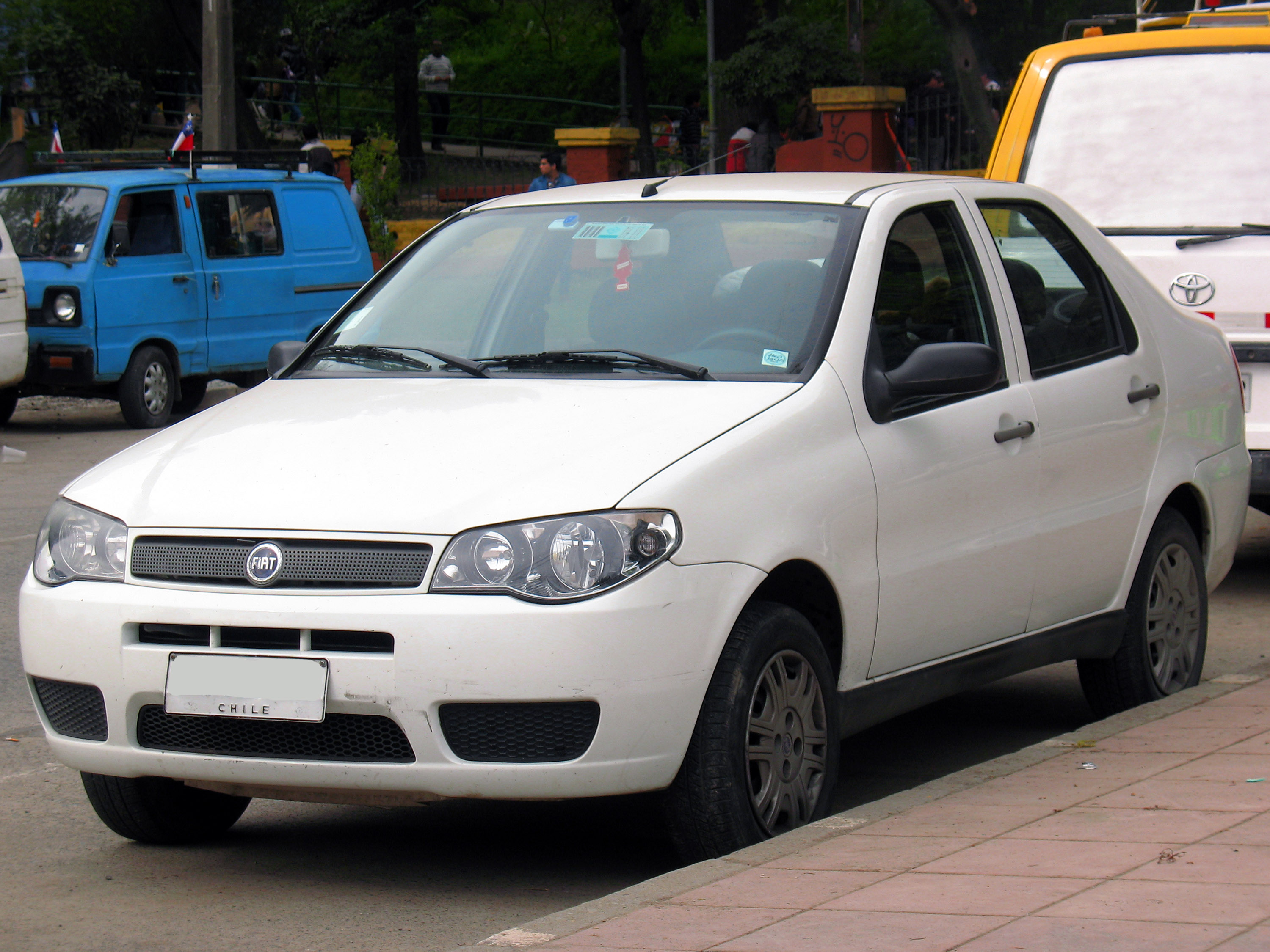
Fiat Siena (2004)
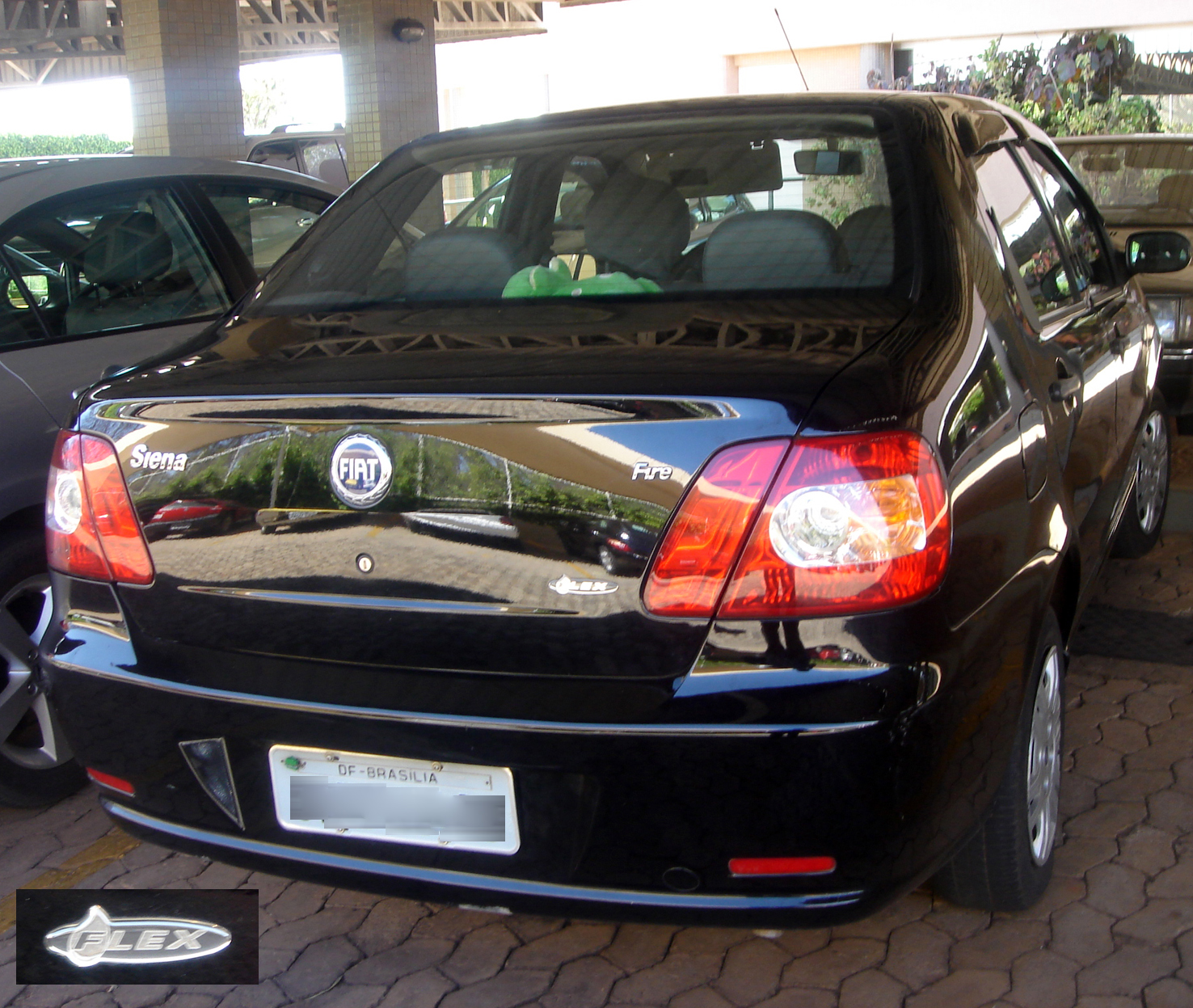
Fiat Siena (2004)

Se volvió a hacer un rediseño en 2004. Otra vez por el mismo diseñador, Giorgetto Giugiaro. Se volvió a cambiar tanto el aspecto frontal y trasero como el habitáculo interior. El Siena de 2004 fue el primer compacto brasileño de 4 puertas, berlina, con 4 airbag, dos delanteros y dos traseros, calentador desempañalunetas, sensor de lluvia y asistencia al aparcar. Aun así estos accesorios eran muy caros para el mercado sudamericano, por lo que no se suelen encontrar unidades del vehículo que las monten. Los motores que salieron en esta ocasión fueron un 1.3 L de 16 válvulas, un nuevo 1.4 L de 8 válvulas con 82 CV (el mismo que monta el Fiat Punto). El Siena EL se vendió con 1.0 y 1.4, ambos de 8 válvulas.

### De 2008 a 2017

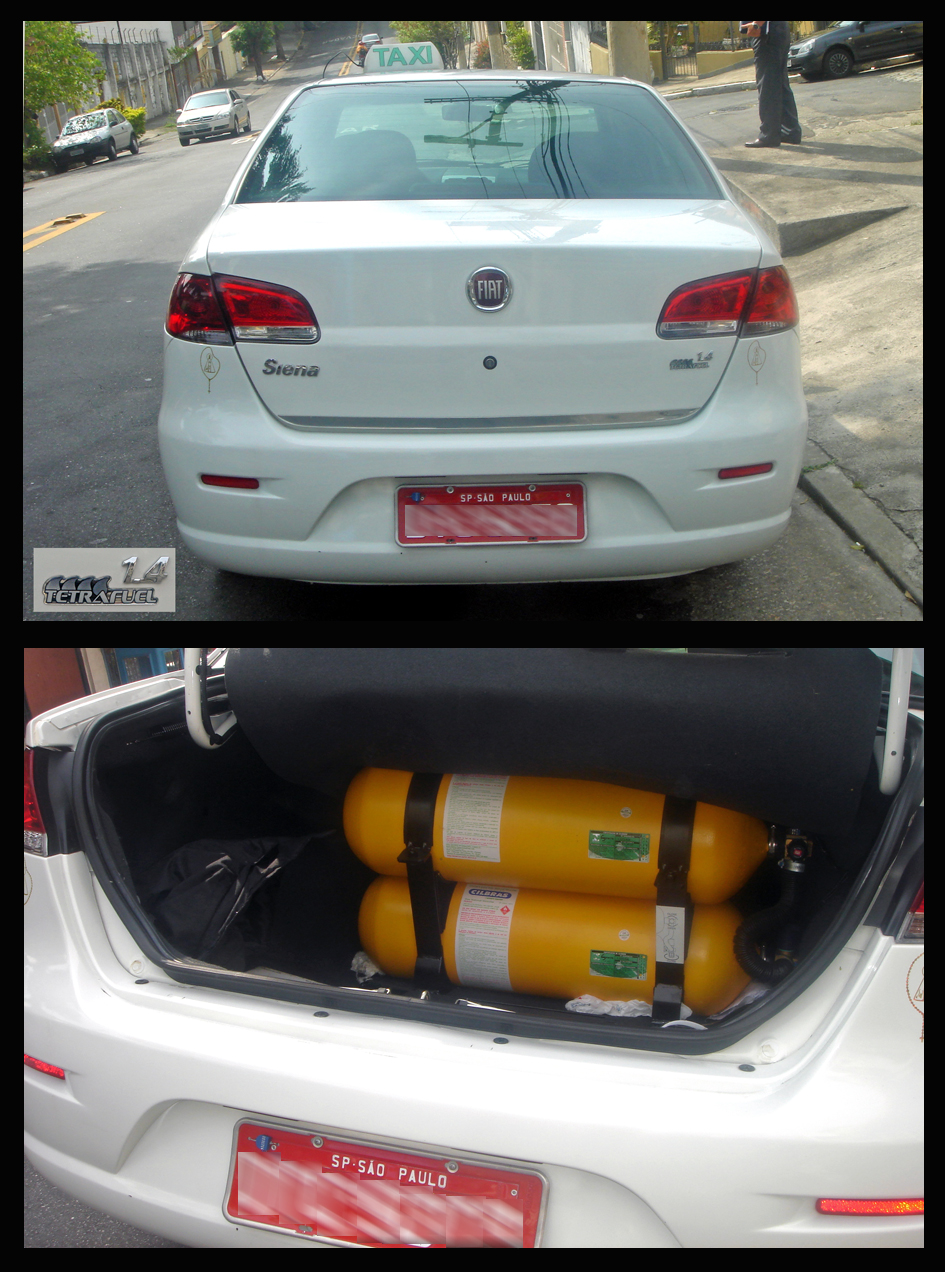
Fiat Siena Tetrafuel 1.4 (2008).
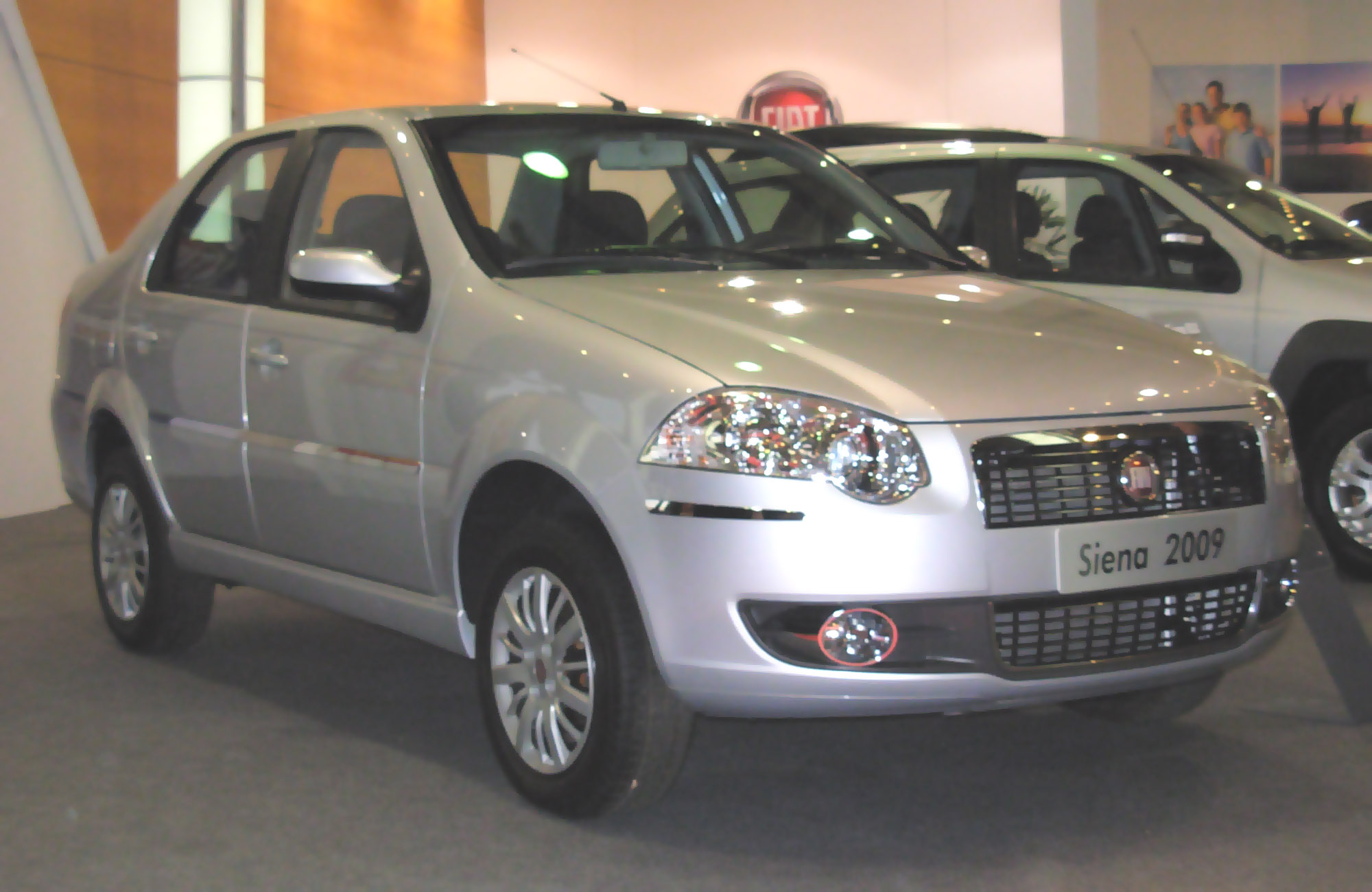
Fiat Siena (2008)

En 2008, Fiat hizo la cuarta versión de la primera generación del Siena. Esta tenía un diseño frontal único, por primera vez distinto por completo al del Palio.
Este frontal era más actual y cercano a la familia Fiat, con cromados y faros separados por una parrilla, junto con luces antiniebla. Las luces traseras integradas en el portón del maletero, inspirado en los modelos 156 y 159 de Alfa Romeo.
El nuevo Siena se produjo en Betim (Brasil) y Córdoba (Argentina), con motores 1.0 8v, 1.4 8v, 1.4 8v TetraFuel,1.6 16v de 110cv y 1.8 8v, flexibles para el mercado brasileño, con la capacidad de usar gasolina y etanol. El TetraFuel el primer vehículo vehículo de combustible flexible a partir de un motor puro gasolina y gas natural comprimido. En 2011, salió la versión deportiva, el Siena Sporting 1.6R 16v, con un cambio de marchas automático de Fiat; pero también dijeron que a partir de 2012 dejaría de fabricarse. Todos los Siena EL 1.0, EL 1.4 y algunos ELX de Brasil, fueron fabricados en Argentina, y la fábrica de Betim siguió fabricando las versiones más caras hasta 2017.

### Producción
Se produjo en Brasil (Betim Plant) y Argentina (Ferreyra) hasta 2017. Anteriormente se produjo también en Turquía (Bursa), Polonia (Tychy) (de 1997 a 2001), India (Pune) (de 1999 a 2004), Sudáfrica (Rosslyn), China (Nanjing), Irán (Saveh), Marruecos (Casablanca) y Vietnam.
También se fabricó bajo la licencia de Nampo en Corea del Norte de 2002 a 2006, como el Pyeonghwa Hwiparam.

### Ventas
Las siguientes columnas recogen las ventas del Fiat Siena en Brasil.
| 1997  | 7.183     |
| 1998  | 21.650    |
| 1999  | 16.401    |
| 2000  | 13.890    |
| 2001  | 33.558    |
| 2002  | 32.259    |
| 2003  | 37.227    |
| 2004  | 40.760    |
| 2005  | 43.529    |
| 2006  | 56.358    |
| 2007  | 88.734    |
| 2008  | 95.307    |
| 2009  | 116.064   |
| 2010  | 120.520   |
| 2011  | 90.072    |
| 2012  | 106.085   |
| 2013  | 129.832   |
| 2014  | 106.973   |
| 2015  | 59.397    |
| 2016  | 33.478    |
| 2017  | 24.955    |
| 2018  | 17.470    |
| Total | 1.291.702 |

### China

#### Siena
En noviembre de 2001, el Fiat Palio debutó en el mercado chino, con su motor 1.2 L de 60 CV (44 kW) o 1.5 de 85 CV (63 kW), seguido del Siena (Albea) en noviembre de 2002 y el Palio en junio de 2003. El Siena y el Palio no estaban con motores más pequeños.

#### Perla

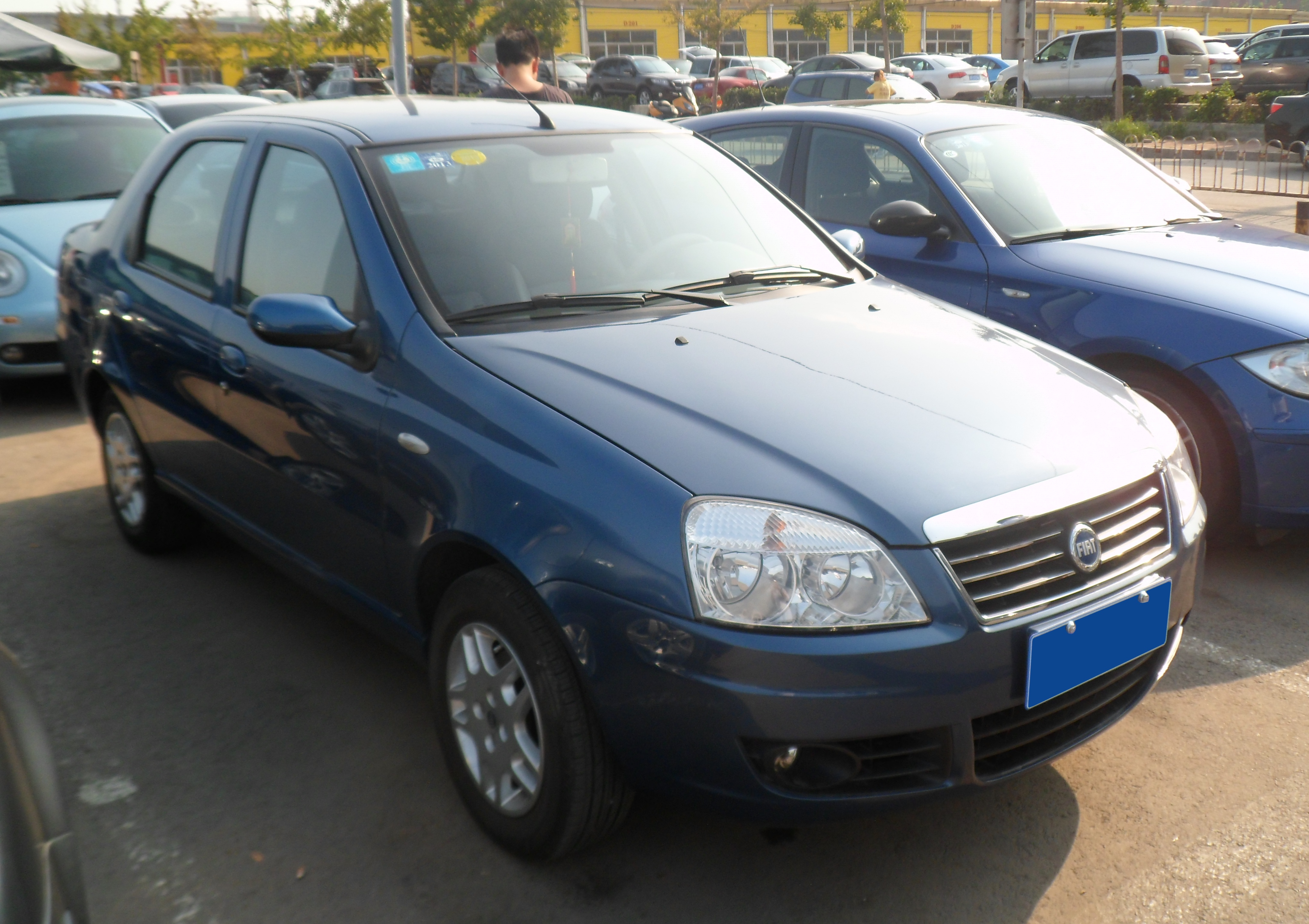
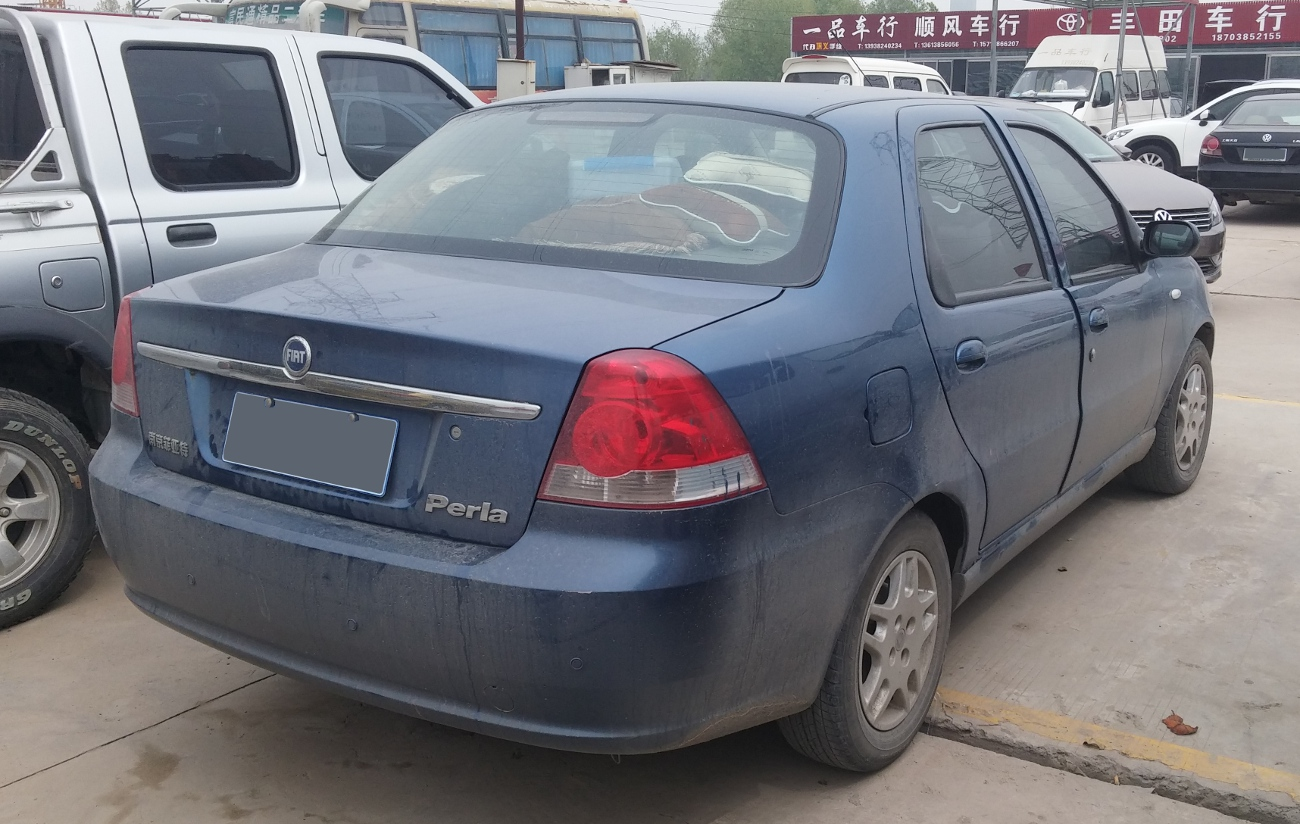

El Nanjing Fiat Perla, salió en 2006 y está hecho sobre la base del Fiat Albea. La parte trasera fue rediseñada para el mercado asiático. Con baúl más largo y más bajo que el Siena, un motor de gasolina 1.7 L, aire acondicionado, airbag doble frontal, ABS, dirección asistida, elevalunas eléctricos, cierre centralizado y demás características. El motor tiene una potencia de 96 CV y un par máximo de 140 Nm a 4.000 rpm, cumpliendo con la normativa de emisiones Euro III. Mide 4316 mm (169,9 plg) de largo, 1705 mm (67,1 plg) de ancho y 1480 mm (58,3 plg) de alto, con la base de ruedas de 2439 mm (96,0 plg) y un peso de 1260 kg (2777,8 lb).
Desde la salida de Fiat de Nanjing en 2007 se dejó de fabricar, por ello solo hay unas pocas existencias del Fiat Perla. Rusia iba a ser el primer país ajeno a China en recibir el Perla, pero con un motor 1.4 L 8v de gasolina con 77 CV (57 kW) y transmisión Speedgear semiautomática.

#### Zotye
En 2008, Zotye Auto compró la patente del Palio y el Siena, y en 2011, lanzó una versión restilizada, llamada Zotye Z200, que tiene tanto su versión compacta como la berlina. Ahora con unos motores de 1.3 L y 1.5 L gasolina, con 4 válvulas por cilindro y distribución de válvulas variable de Mitsubishi, que saca entre 92 y 118 Cv y 126 y 147 Nm de par.

### Seguridad
El Fiat Albea, la versión europea del Siena, se probó en Rusia respecto a la Euro NCAP en un impacto frontal a 64 km/h (39,8 mph). El Albea obtuvo 8,5 puntos en el impacto frontal, equivalente a 3 estrellas.

El Fiat Perla, la versión china, se probó en China respecto a la China-NCAP en 3 pruebas: un impacto 100% frontal contra un muro (como el US NTHSA), un impacto frontolateral (como el Euro NCAP) y un impacto lateral (como el Euro NCAP). El Perla obtuvo 8,06 en el frontal contra el muro, equivalente a 3 estrellas, 12,02 en el frontolateral, equivalente a 4 estrellas y 10,96 en el lateral, equivalente a 3 estrellas. El resultado medio fue de 31 puntos y 3 estrellas. Los vehículos probados iban equipados con los accesorios estándar, airbag y cinturones de seguridad.

## Segunda generación: Grand Siena (De 2012 a la actualidad)
La segunda generación del Fiat Siena se presentó en Sudamérica en 2012, bajo el nombre de Fiat Grand Siena y desde enero del 2015 como Dodge Vision en México.
Esta nueva generación sigue derivando del Fiat Palio, pero con un exterior más inspirado en el Fiat Bravo y una trasera inspirada en el Fiat Linea. El interior es igual al del Palio.
El Grand Siena es más grande que su predecesor, pero menor que el Fiat Linea. Tiene un motor Fiat E.torq de 1.6 L de combustible flexible, que saca 115 CV (85 kW), aunque hay una versión inferior, un 1.4 L 16V Fire EVO Tetrafuel con 85 CV (63 kW). El nuevo modelo es más ligero que su predecesor. La suspensión frontal lleva el sistema MacPherson del Palio, pero la trasera tiene un nuevo tipo de eje de torsión.
La producción del Grand Siena empezó en 2012, en Betim (Brasil). Se comercializó en todo Sudamérica y México (Dodge Vision desde enero del 2015). En 2018 se dejó de fabricar el motor 1.4 y 1.6 E.torQ, para pasar al 1.0 L de combustible flexible, por tal motivo se dejó de comercializar en México a partir de mayo de 2019.

### Ventas
| Año   | Argentina | México (Dodge Vision) |        |
| ----- | --------- | --------------------- | ------ |
| 2013  | 7.225     |                       |        |
| 2014  | 5.652     | 282                   |        |
| 2015  | 16.299    | 2.385                 |        |
| 2016  | 13.882    | 3.684                 |        |
| 2017  | 11.185    | 2.483                 |        |
| 2018  | 2.641     | 858                   |        |
| 2019  | N/A       | 83                    |        |
| Total | 56.884    | 9.775                 | 66.659 |

| Mecánica                 | Inicio | Fin | Familia | Tecnología | Combustible                       | Cil. | Cubicaje (cc.) | Vál. | Potencia (CV/ rpm) | Par (Nm/ rpm) | Vel. máx. (km/h) | Aceleración 0-100 km/h (s) | Consumo (l/100km) | Emisión CO2 (g/km) | S&S | Transmisión                   | Rel. |
| ------------------------ | ------ | --- | ------- | ---------- | --------------------------------- | ---- | -------------- | ---- | ------------------ | ------------- | ---------------- | -------------------------- | ----------------- | ------------------ | --- | ----------------------------- | ---- |
| 1.4 FIRE                 |        |     | FIRE    |            | Gasolina                          | 4L   | 1368           | 8    | 85/ 5750           | 122/ 3500     | 173              | 13,1                       |                   |                    | No  | Delantera Manual              | 5    |
| 1.6 E.torQ               |        |     | E.torQ  |            | Gasolina                          | 4L   | 1598           | 16   | 115/ 5500          | 160/ 4500     | 192              | 10,0                       |                   |                    | No  | Delantera Manual              | 5    |
| 1.6 E.torQ Dualogic      |        |     | E.torQ  |            | Gasolina                          | 4L   | 1598           | 16   | 115/ 5500          | 160/ 4500     | 192              | 10,0                       |                   |                    | No  | Delantera Automática Dualogic | 5    |
| 1.4 FIRE Flex            |        |     | FIRE    | FlexFuel   | Gasolina                          | 4L   | 1368           | 8    | /                  | /             |                  |                            |                   |                    | No  | Delantera Manual              | 5    |
| 1.6 E.torQ Flex          |        |     | E.torQ  | FlexFuel   | Etanol o gasolina                 | 4L   | 1598           | 16   | /                  | /             |                  |                            |                   |                    | No  | Delantera Manual              | 5    |
| 1.6 E.torQ Flex Dualogic |        |     | E.torQ  | FlexFuel   | Etanol o gasolina                 | 4L   | 1598           | 16   | /                  | /             |                  |                            |                   |                    | No  | Delantera Automática Dualogic | 5    |
| 1.4 FIRE TetraFuel       |        |     | FIRE    | TetraFuel  | Etanol o gasolina o GNC o gasohol | 4L   | 1368           | 8    | /                  | /             |                  |                            |                   |                    | No  | Delantera Manual              | 5    |